# Salus FC
Der Salus Football Club, kurz Salus FC, ist ein Sportverein aus Montevideo in Uruguay. Die Fußballmannschaft des Vereins spielt in der Saison 2014/15 in der höchsten uruguayischen Amateur-Spielklasse, der Segunda División B Amateur.

## Geschichte
Der Verein wurde am 10. April 1928 gegründet. Er ist im montevideanischen Barrio Nuevo París beheimatet. 1971 gewann die Fußballmannschaft des Vereins die Meisterschaft in der Divisional Extra im letzten Jahr deren Bestehens. 1972 und 1977 wurde der Klub Meister in der Segunda División Amateur. Nach dem Aufstieg rangierte die Mannschaft des Vereins in den Saisons 1978 und 1979 jeweils auf der 7. Tabellenposition in der Primera B, wobei 1979 zusätzlich ein 6. Platz geführt wird.
1996 belegte der Klub in der als Division de Aficionados bezeichneten dritthöchsten Spielklasse in der ersten Saisonphase den 4. und in der zweiten den 2. Platz. Somit trat man in der Saison 1997 in der Segunda División an und beendete diese ebenso wie die nachfolgende Spielzeit 1998 auf dem 11. Rang. Auch in den Folgejahren nahm man am Wettbewerb der zweithöchsten uruguayischen Profiliga teil. 1999 gewann man die Clausura, scheiterte aber sodann im Halbfinale um die Meisterschaft an Juventud, dem Sieger der Gesamtjahreswertung. In der anschließend ausgetragenen Liguilla um die weiteren Aufstiegsplätze in die Primera División kam man über den dritten Rang nicht hinaus und verblieb somit zweitklassig. 2000 wurde man in der Jahresendabrechnung Neunter. Im November 2000 folgte eine vorübergehende Fusion mit Villa Teresa und Huracán del Paso de la Arena zum Alianza FC, der den Platz des Salus FC in der Segunda División einnehmen sollte. Der Fusionsverein erhielt jedoch in der Saison 2001 keine Spielgenehmigung, weil Villa Teresa und der Salus FC Verbindlichkeiten nicht beglichen hatten. Er trat sodann von 2002 bis zum Abstieg am Ende der Saison 2004 in der zweithöchsten Profiliga an. Parallel dazu erfolgte keine Wettbewerbsteilnahme einer Mannschaft des Salus FC in einer der drei höchsten uruguayischen Spielklassen. 2005 löste sich der Fusionsklub wieder auf.
2011/12 erreichten die Montevideaner – mittlerweile wieder unter dem Namen Salus FC antretend – in der Abschlusstabelle den 10. Rang in der Segunda División Amateur. 2013/14 beendete der Salus FC die Apertura auf dem 7. Tabellenplatz. Mangels Qualifikation für die Liguilla nahm man diese Position auch in der Saisonabschlusswertung ein. Nach Abschluss der Apertura 2014 belegte die Mannschaft des Klubs den 9. Rang.

## Stadion
Der Verein trägt seine Heimspiele im Parque Salus in Montevideo aus. Die Spielstätte verfügt über eine Zuschauerkapazität von 4.500 Personen.

## Erfolge
- Sieger der Clausura in der Segunda División: 1999
- Meister der Segunda División Amateur: 1972, 1977
- Divisional Extra: 1971